# Cradle Tower

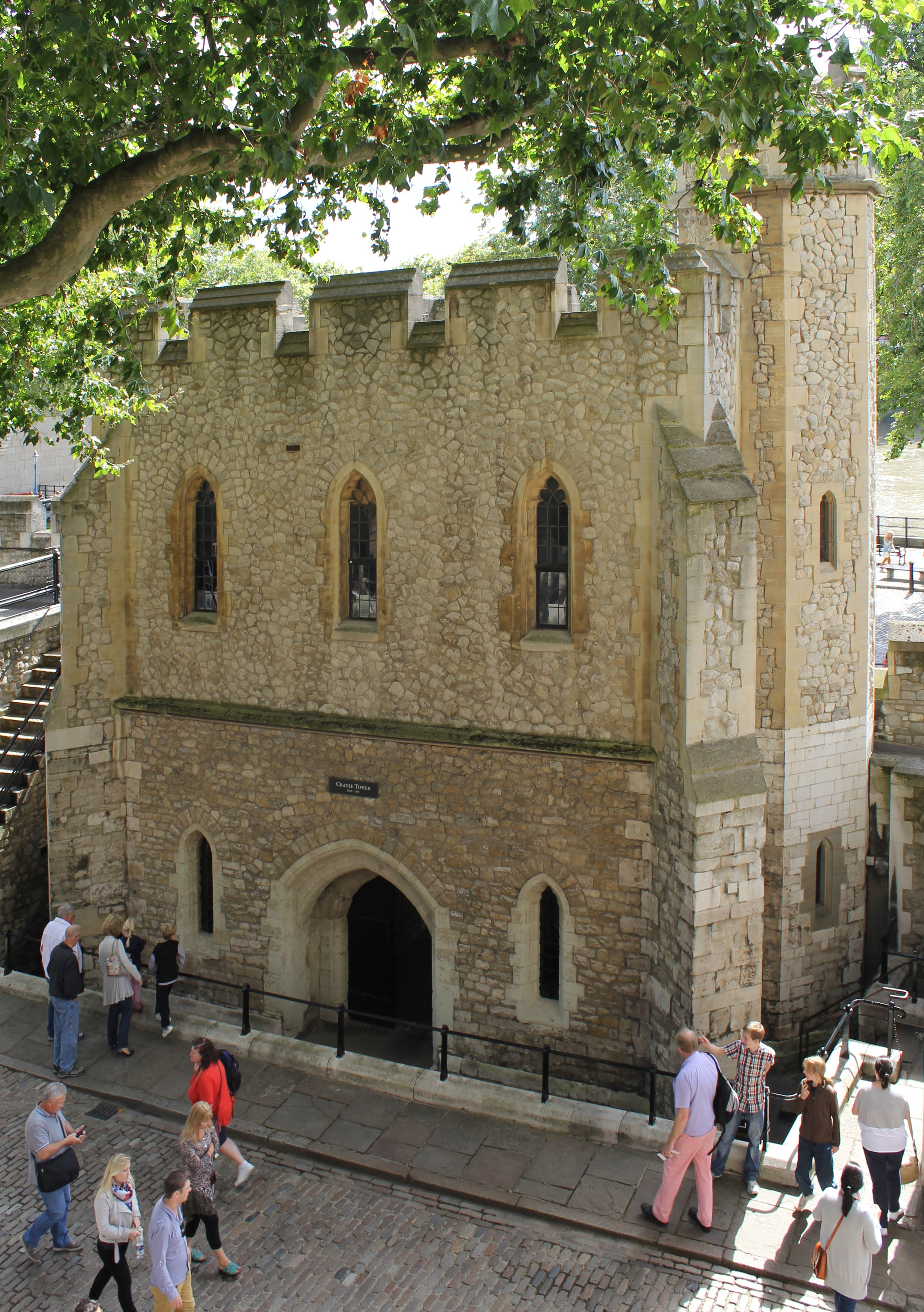
Cradle Tower.

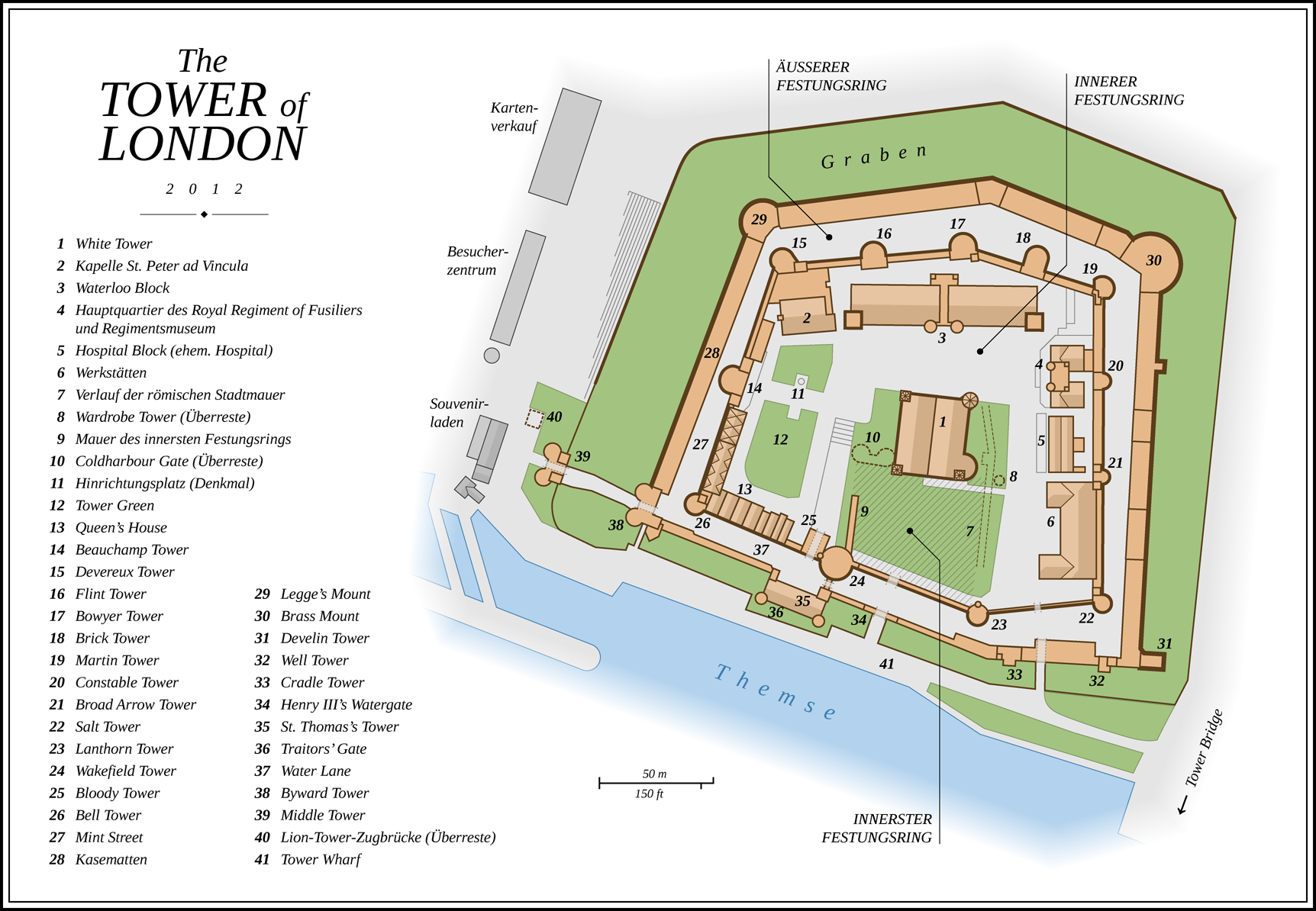
Position des Cradle Towers (No. 33) im Tower of London

Der Cradle Tower ist ein Tor in der Festung des Tower of London. Das Tor befindet sich an der Südseite des Towers und verbindet den äußeren Festungsring mit der Tower Wharf. Ursprünglich im 14. Jahrhundert errichtet, war der Tower mehrfach Umbauten unterworfen. Die letzte größere Baumaßnahme versah ihn 1870 mit einem neogotischen obersten Stockwerk.
Das Gebäude hat einen T-förmigen Grundriss, bei dem der Fuß des T nach Süden in Richtung Themse reicht. Im Erdgeschoss befindet sich ein schmaler Durchgang, das ehemalige Wassertor, von dem sich seitlich zwei Räume befinden. Der Raum auf der Ostseite diente vermutlich als Aufenthaltsraum eines Wächters, während der westliche Raum dem König vorbehalten war. Von hier konnte er über eine Treppe und eine mittlerweile verschwundene Brücke in die übrige Festung und in seine privaten Gemächer im Lanthorn Tower gelangen.
Eduard III. ließ das Tor seit 1348 als privates Wassertor errichten. Baumeister war der Zimmermann John of Leicester. Durch den Ausbruch des Schwarzen Tods verzögerte sich die Fertigstellung bis 1355. Es ist heute das wichtigste noch existierende Gebäude aus dieser Bauphase. Das oberste Stockwerk ließ das Board of Ordnance im Jahr 1776 entfernen, um Platz für eine Geschützbatterie zu schaffen. Nachdem im 19. Jahrhundert die Verteidigungsfunktion des Towers weitgehend obsolet geworden war und Tourismus und Repräsentation eine wichtigere Rolle spielten, wurde auch dieser Turm mit einem Anbau versehen, der mittelalterlich aussehen sollte.